# Vireux-Wallerand
Vireux-Wallerand [viʁø valʁɑ̃] ist eine französische Gemeinde mit 1.849 Einwohnern (Stand 1. Januar 2022) im Département Ardennes in der Region Grand Est. Sie gehört zum Kanton Givet und zum Gemeindeverband  Communauté de communes Ardenne, Rives de Meuse.

## Geografie

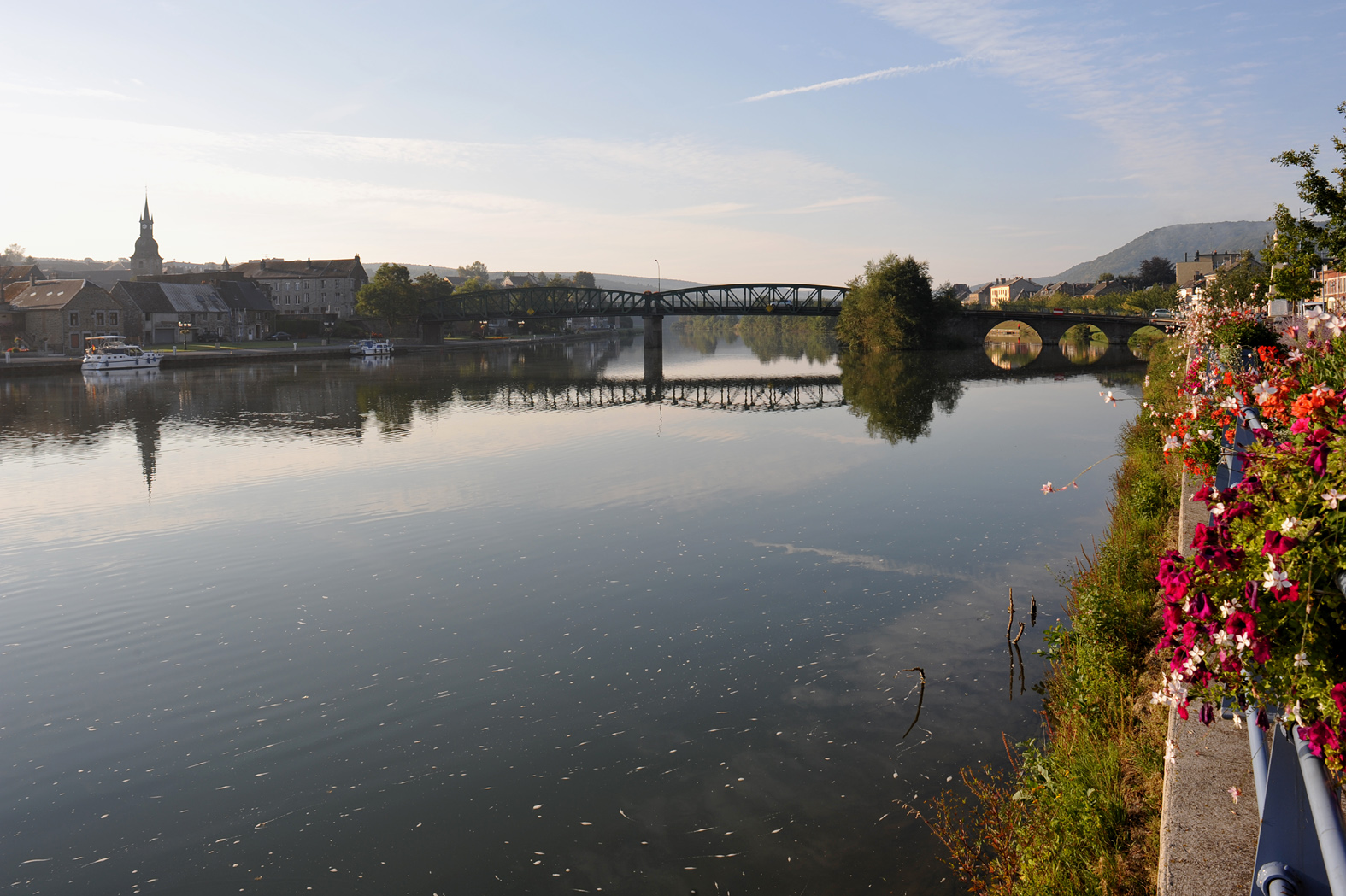
Die Maas zwischen Vireux-Wallerand (links) und Vireux-Molhain

Vireux-Wallerand liegt gegenüber der Mündung des Viroin in die Maas am rechten Ufer der Maas und grenzt direkt an die Nachbargemeinde Vireux-Molhain an. Die Gemeinde gehört zum 2011 gegründeten Regionalen Naturpark Ardennen.

## Geschichte
In Vireux-Wallerand wurden Spuren von Metallgewinnung aus dem 1. Jahrhundert nach der Zeitenwende gefunden. Oberhalb des Vicus von Vireux-Wallerand wurde wenig nach dem Jahr 260 eine Befestigung angelegt, die vermutlich um 350 beschädigt oder zerstört wurde. Am Ende des 4. Jahrhunderts wurde die Wehranlage offenbar mit einer starken Besatzung, vorwiegend germanischer Söldner, ausgestattet. Etwa 700 m entfernt, am Ende des Bergsporns wurden diese im Todesfall vermutlich beigesetzt, wovon 47 Gräber aus dem ausgehenden 4. und der ersten Hälfte des 5. Jahrhunderts zeugen. Unter den Gräbern waren vier Brandgräber und zwei mit germanischem Frauenschmuck, sechs Gräber enthielten Waffen. Vireux-Wallerand gehörte zur Grafschaft Luxemburg in der Zeit, da die Luxemburger auch Könige von Böhmen waren. Daher rührt die Tradition, seine Einwohner als Bayamons oder Bohemons zu bezeichnen.

## Bevölkerungsentwicklung
| Jahr                       | 1962 | 1968 | 1975 | 1982 | 1990 | 1999 | 2007 | 2019 |
| -------------------------- | ---- | ---- | ---- | ---- | ---- | ---- | ---- | ---- |
| Einwohner                  | 1887 | 2231 | 2159 | 2035 | 2020 | 2034 | 1916 | 1954 |
| Quellen: Cassini und INSEE |      |      |      |      |      |      |      |      |

## Infrastruktur
Die Zentren beider Vireux-Orte sind durch eine Brücke über die Maas miteinander verbunden.
Von den Verkehrswegen durch das Maastal verlaufen auf dem linken Ufer der Maas die Nationalstraße 51 und die Bahnstrecke von Charleville nach Givet, auf dem rechten der Radwanderweg Voie Transardenne.
Die alte Bahnstrecke nach Mariembourg wird zwar von der Museumseisenbahn Chemin de fer à vapeur des 3 vallées (Dreitäler-Dampfeisenbahn) genutzt, aber deren Züge enden jenseits der belgischen Grenze in Viroinval-Treignes.